# Estação Conselheiro Nébias
A Estação Conselheiro Nébias é uma das estações do VLT da Baixada Santista, situada em Santos, entre a Estação Washington Luís e a Estação Porto. É administrada pela Empresa Metropolitana de Transportes Urbanos de São Paulo (EMTU-SP).
Foi inaugurada em 14 de fevereiro de 2017 e localiza-se no cruzamento da Avenida Conselheiro Nébias com a Avenida General Francisco Glycerio. Atende o bairro da Encruzilhada, situado na Área Central da cidade.
Atualmente, um segundo ramal do VLT até a Estação Valongo partindo desta estação encontra-se em construção. A previsão de entrega da Linha 2 é para meados de 2023.

## Diagrama da estação
|  | ↓ a ↓ |

| 1 |

|  | ↑ b ↑ |

|  | ↓ a ↓ |

| 1 |

|  | ↑ b ↑ |

|  | ↓ a ↓ |

| 1 |

|  | ↑ b ↑ |

|  | ↓ a ↓ |

| 1 |

|  | ↑ b ↑ |